# Wolfgang Blochwitz
Wolfgang Blochwitz (Geringswalde, 28 febbraio 1941 – Bad Berka, 8 maggio 2005) è stato un calciatore tedesco orientale, dal 1990 tedesco, di ruolo portiere.

## Carriera

### Club
Vinse per due volte il campionato della Germania Est (1968, 1970) e per quattro volte la Coppa nazionale (1964, 1965, 1972, 1974).

### Nazionale
Collezionò 17 presenze in nazionale, subendo 9 reti.